# 기동전사 건담 SEED의 등장인물 목록
기동전사 건담 SEED 시리즈의 등장인물 목록에서는 기동전사 건담 SEED와 기동전사 건담 SEED DESTINY에 등장하는 인물에 대해 해설한다.

## 주인공
본작의 주인공을 소개한다.
키라 야마토(キラ・ヤマト)
아스란 자라(アスラン・ザラ)
라크스 클라인(ラクス・クライン)
카가리 유라 아스하(カガリ・ユラ・アスハ)
신 아스카(シン・アスカ)
성우 : 스즈무라 켄이치
SEED DESTINY 시리즈의 주인공. UC 시리즈의 카미유 비단을 롤모델로 한 듯하다. 루비 눈동자를 가지고 있으며 오브 출신의 코디네이터 소년으로 지구군의 오브 침공(SEED E38~E40)때 가족을 잃은 것을 계기로 플랜트로 이주하면서 자프트에 입대하여 미네르바 대 소속 임펄스 건담의 파일럿이 된다. 이 때문에 가족을 지켜주지 못한 오브의 무능함에 대한 원한이 짙고, 카가리의 아스하 가에 대한 불신이 뿌리가 깊다. 위의 4명과 마찬가지로 시드를 소유하고 있으며, 그 원천은 주로 분노에서 오는 듯하다. 고집불통 성격 탓에, 그 때문에 다른 사람과 마찰하는 경우가 잦았고, 특히 아스란 자라가 처음 미네르바 대에 부임했을 때, 그와는 수없이 마찰을 일으켰다. 지구군 강화병이자 가이아 건담의 파일럿인 비극의 히로인 스텔라 루시에를 좋아하며, 이 때문에 상부의 명령을 거부한 적도 있다. 하지만 그의 실력은 나날히 증가하여, 비록 키라가 진심으로 상대하지는 않았지만, 결국 프리덤을 격추하는 데까지 이르고, 이어진 헤븐즈 베이스전에서는 다수의 데스트로이를 격추하고 기지를 함락시키는 데 결정적인 공훈을 세우며, 이 전공으로 자프트군 특무대 소속 파일럿이 된다. 하지만 계속되는 전투 속에서도 그는 늘 고뇌했다. 과연 자신이 선택한 길이 맞는 것인지...... 하지만 이러한 생각이 들 때마다, 그는 그러한 생각을 뿌리치기 위해 늘 전투에 앞장섰다. 하지만 결국 오브*클라인파 연합군과 플랜트간의 마지막 전투에서 아스란의 인피니트 저스티스와 1:1의 결투 끝에 패하고 데스티니는 달에 불시착하고 만다. 하지만 결국 그는 키라 및 아스란과 화해하게 되고 아스란으로부터 프리덤의 파일럿도 키라였음을 알게 되며 그들과 새로운 세계를 열기 위해 협력하게 된다. 후일담에서는 루나마리아 호크와 함께 오브와 플랜트 사이의 안전 보장 협력 체결 전 교류 목적으로 오브에 파견되었다. 마침 오브에 있는 키라를 찾아가 그의 직속으로 들어가길 원했고 그 바람대로 키라의 부하가 된다. 루나마리아 호크와는 연인관계로 서로의 아픔을 위로하다 연인사이로 발전한 듯하다.
- 조종기체 : 임펄스 건담(SEED DESTINY) - 데스티니 건담(SEED DESTINY)
- 극 후반부로 갈수록 종래에 비해 비중이 줄고, 키라와 아스란의 비중이 늘어나면서 페이크 주인공 논란에 휘말렸다. 하지만 SEED, SEED DESTINY 시리즈가 주인공이 원래 다수이고, 그 또한 키라와 아스란과는 또 다른 시각을 대변하는 관계로, 이 시리즈의 주인공 중 하나로 볼 수 있다.

## SEED

### 헬리오폴리스
프레이 알스터(フレイ・アルスター)
성우 : 쿠와시마 호우코 / 채의진
대서양 연방 사무차관 조지 알스터의 딸로 키라가 동경하는 학교 최고의 미인이지만 젬멋댈이 다분하고 자존심이 세서 키라며 코어넹잍. 키라가 좋아하고 키라를 좋아했지만 그녀는 행복보다 불행을 더 많이 겪었고(초반에는 아버지를 잃고 나중에는 클루제에게 잡히는 불행이 생기기도 했다.) 마지막에 클루제의 프로비던스 건담의 공격으로 죽어버리기까지 하는 비운의 히로인. 그녀가 사후에 남긴 대사는 특히 유명하며(다만 후쿠다 감독 가라사대 죽은 사람이 산 사람과 이야기할 수 없다고 했다.) 라크스나 카가리만큼은 못해도 최소한 더블오의 히로인들에 비하면 팬들에게 제법 인기가 있는 편. 다만 그녀에 대한 팬들의 평가는 극과 극으로 엇갈리고 있는데, 코디네이터인 키라가 불완전하게나마 코디네이터를 배반하게 만들어버렸다는 이유로 팬들에게 욕을 먹기도 하지만 다른 한편으로는 프레이를 좋아하고 그녀가 극중에 그럴 수밖에 없는 사연과 심정을 이해하고 애도하는 팬들도 있으며 게다가 기동전사 건담 더블오가 방영된 이후에도 스텔라 루시에와 함께 팬들의 기억과 마음 속에 비극적인 히로인상으로 자리잡아 사랑받고 있다.
미리아리아 하우(ミリアリア・ハウ)
성우 : 토요구치 메구미 / 정소영
헬리오폴리스의 학교에서 키라와 매우 친한 친구이자 동기인 여성. 코디네이터에 우호적이고 그 능력을 인정하는 진보 내츄럴. 톨 쾨니히의 애인이기도 하나 불행히도 극중 30화에서 아스란에 의해 사별해버렸다. 자프트의 헬리오폴리스 기습사건을 계기로 아크엔젤에 탑승, 전황 오퍼레이터로서 활약하게 된다. 후속작인 데스티니에선 프리랜서 기자로 활동하며 희망 없는 전쟁의 무익함을 고발하는 일을 한다.
톨 쾨니히(トール・ケーニヒ)
성우 : 이노우에 타카유키 / 엄상현
미리아리아의 애인. 역시 코디네이터에 우호적이고 그 능력을 인정하는 진보 내츄럴이며, 중립 콜로니 헬리오폴리스의 평범한 학생이었지만 쟈프트의 헬리오폴리스 침공으로 아크엔젤에 우연히 탑승,
오퍼레이터가 된다. 후에 스카이 그래스퍼의 파일럿이 되지만 아스란의 이지스에 의해 전사한다.
사이 아가일(サイ・アーガイル)
성우 : 시라토리 테츠 / 유동균
키라의 친구
프레이를 좋아하여 키라에게 질투한다.
카즈이 버스커크(カズイ・バスカーク)
성우 : ?? / 손선근
미리아리아, 사이, 톨과 같이 우연히
아크엔젤에 탑승한다.
후에 아크엔젤에서 하선함으로써
시드에서는 하차

### 지구연합군
나탈 바지룰(ナタル・バジルール)
성우 : 쿠와시마 호우코 / 배정민
SEED에서 아크엔젤의 부함장 역을 맡았다가 후에 도미니온의 함장이 됨. 코디네이터를 싫어하는 보수 내츄럴.
아크엔젤VS도미니온 최후의 결전때 아크엔젤의 로엔그린으로
도미니온과 함께 전사한다.
- 조종함선 : 아크엔젤(SEED) - 도미니온(SEED)

무르타 아즈라엘

### 아크엔젤
마류 라미아스(マリュー・ラミアス)
성우 : 미츠이시 코토노(三石琴乃) / 윤미나
대서양 연방 소속 대위로 아크엔젤의 여성 함장. 코디네이터에 우호적이고 그 능력을 인정하는 진보 내츄럴. 사관학교 시절의 이등병 이미지도 있는가 하면, 플라가와 결혼 후 아이를 둔 이미지도 발견되고 있다.
- 조종함선 : 아크엔젤(SEED, SEED DESTINY)

무우 라 플라가(ムウ・ラ・フラガ)
성우 : 코야스 타케히토 / 손원일
코디네이터에 우호적이고 그 능력을 인정하는 진보 내츄럴. 엘 더 플라가의 아들로 '엔듀미온의 매'라는 별명을 가지고 있을 정도의 천재 조종사이며 기사도 정신 또한 템플기사단의 성기사에 버금갈 정도로 투철하다. 극중에서 도미니온의 로엔그린을 스트라이크로 아크엔젤을 방어하다 폭사했지만, 어찌된 일인지 그때 죽었어야 할 그가 후속작 데스티니에 네오 로어노크란 이름으로 등장, 기억을 잃고 가면을 쓴 상태로 나와 있다. 데스티니 후반부에 기억을 되찾는다. 마류 라미아스와는 연인관계(이전에는 주종관계)이며 게다가 팬사이트에서 마류와 결혼 후 아이를 둔 이미지도 발견되고 있다.(상세설명은 여기(일본어) 참조)
- 조종기체 : 뫼비우스 제로(SEED) - 스카이 그래스퍼(SEED) - 스트라이크 건담(SEED) - 이그자스(SEED DESTINY) - 윈담(SEED DESTINY) - 아카츠키 건담(SEED DESTINY)

할버튼 제독
성우 : ?? / 전광주
지구연합군 대서양연방 제 8기동함대 소속으로 마류 라미아스가 가장 존경하는 인물이나 전 작에서 크루제대의 의해 사망한다.(전함이 폭발)
코지로 머독(コジロー・マードック)
성우 : ?? / 사성웅
아크엔젤의 정비반장(?)

### 이터널

#### 앤드류 발트펠트
앤드류 "앤디" 발트펠드(アンドリュー・バルトフェルド)
성우 : 오키아유 료타로 / 양석정
전 자프트에서 '사막의 호랑이'라는 별칭을 가지고 있는 인물. 사막에서 키라와의 대전으로 거의 사망까지 이르렀지만, 한쪽 눈을 잃고 기적적으로 생환하였다. 후반부부터는 이터널의 함장이 되어 삼척 동맹에 참가한다. 아이샤가 애인이다.
- 조종기체 : 라고우(SEED) - 무라사메(SEED DESTINY) - 가이아 건담(SEED DESTINY)

#### 마틴 다코스타
성우 : 사사누마 아키라 / 송준석
- 조종함선 : 레셉스(SEED) - 이터널(SEED, SEED DESTINY)

### 자프트

#### 라우 르 크루제(ラウ・ル・クルーゼ)
성우 : 세키 토시히코(關俊彦) / 성완경
가면으로 얼굴을 감춘 자프트의 지휘관. 우주세기 건담 시리즈의 중요 등장인물인 샤아 아즈나블, 비우주세기 건담 시리즈의 잭스 마키스의 이미지가 물씬 풍기며, 평소에는 부드럽고 온화한 것 같지만 실제로는 사악한 남성(여성으로 나왔어도 마찬가지)이다. 아스란이 속한 부대의 지휘관으로 시드 초반부에서 헬리오폴리스에서 만들어진 건담 탈취작전을 직접 지휘했으며, 탈출한 스트라이크 건담과 아크엔젤을 집요하게 추적한다.
시드와 데스티니의 전개에 따라 알려지지만, 클루제는 무우 라 플라가의 부친인 '엘 더 플라가'라는 엄청난 백만장자 부호의 미완성 클론이다. 클론인 클루제는 뛰어난 코디네이터로서의 힘을 보여주나, 미완성의 레플리카이니만큼 코디네이터 치고는 불완전한 탓에 생명과 관계된 유전자인 탤로미어가 정상인보다 짧아서 노화의 진행이 빠르며(의학적으로 조로증), 몸에 가해지는 부담이 심하여 자주 약을 복용한다.
이런 자신의 운명을 한탄한 클루제는 차츰 미쳐버려서 지구군과 자프트를 모두 몰살시키기 위해 지구권에서 코티네이터의 몰살을 주장하는 과격단체인 '블루 코스모스' 맹주인 아즈라엘과 내통하여 전쟁을 격화시키려는 음모를 꾸민다. 그 때문에 팬들에게 물터 아즈라엘과 함께 전쟁범죄자(AA급)로서의 악명을 남기게 된다.
거기다 기동전사 건담의 샤아 아즈나블도 그렇지만, 로리타 컴플렉스도 있어서 시드 중반부에선 키라의 연인이었던 프레이를 납치했고(가끔 프레이를 부드럽게 달래주기는 했다.) 마지막에 키라와 대결할 때 아크엔젤로 귀환하려는 그녀를 죽여버렸기 때문에 키라와 프레이 팬들 사이에서 욕을 먹고 악평에 시달리게 된다.
시드 초반부에는 진의 지휘관형 지체인 시구에 탑승하고 중반부에는 지휘관형 딘과 게이츠, 후반부에선 프리덤 & 저스티스와 함께 개발된 MS인 '프로비던스'를 타고 키라와 대결하지만 패배, 사망한다.
- 조종기체 : 시구(SEED) - 게이츠(SEED) - 프로비던스 건담(SEED)

#### 이자크 쥴(イザーク・ジュール)
성우 : 세키 토모카즈 / 사성웅
클루제 부대에 소속된 유능한 군인이자 클루제의 후임. 에자리아 쥴의 아들로 은색의 단발머리와 날카로운 눈매가 특징이다. 아스란과는 사관학교 동기로, 그를 라이벌로 생각한다.
헬리오폴리스 기습 때 듀얼건담을 탈취 - 자신의 전용 MS로 사용한다. 예전에는 얼굴에 상처가 없었지만 이후 키라의 스트라이크 건담과 대결하다 기체파손으로 얼굴 쪽에 깊은 상처를 입는다. 시드 후반부의 마지막 혈전인 '야킨두예 공방전'에선 절망적이고 무익한 싸움을 하는 자프트와 지구군을 막기 위하여 이터널 & 아크엔젤 & 오브연합을 돕기도 한다.
후속작 데스티니에선 '야킨두예 공방전'의 영웅으로 불리며 대출세 - 클루제의 뒤를 이어 자프트의 지휘관으로서 활약하지만, 데스티니 후반부의 레퀴엠, 메사이아 공방전에서 디아카와 같이 아스란을 도와주게 된다.
- 조종기체 : 듀얼 건담(SEED) - 슬래시 자쿠 팬텀(SEED DESTINY) - 구프 이그나이티드(SEED DESTINY)

#### 디아카 엘스먼(ディアッカ・エルスマン)
성우 - 사사누마 아키라 / 송준석
클루제 부대에 소속된 유능한 군인. 이자크와 성격은 다르나 그래도 최소한 손발은 잘 맞는 편이다. 헬리오폴리스 기습 때 버스터 건담을 탈취 - 자신의 전용 MS로 사용한다. 시드에선 이자크와 함께 행동하며 그와 비슷한 행보를 걸어왔으나 중반부에서 아크엔젤에 포로로 잡혀 감금당한다. 이때 아스란에게 연인을 잃어서 광분한 미리아리아에게 죽을 뻔하기도 하였다. 이후엔 키라일행을 돕는 모습이 나온다. 이 뒤부턴 이자크와 비슷.
후속작 데스티니에선 '야킨두예 공방전'의 영웅으로 불리며 자프트의 군인으로서 나온다. 다만 시드에서 아크엔젤의 탑승원들을 도왔다가 문제가 됐는지 이자크처럼 지휘관으로서 활약은 전무, 일반 MS조종사로만 나온다.
- 조종기체 : 버스터 건담(SEED) - 거너 자쿠 워리어(SEED DESTINY) - 블레이즈 자쿠 팬텀(SEED DESTINY)

#### 니콜 아말피(ニコル・アマルフィー)
성우 : 마츠이 마미(松井摩味), 박로미(朴璐美), 최은애
아스란의 후배로 블릿츠 건담의 파일럿. 유리 아말피의 아들로 소년이지만 외모의 반이 여자 같아서 처음 볼 때는 여자로 착각할 수 있지만 미소년이다.
선배인 아스란을 친형처럼 믿고 따르며 덕분에 팬들에게 적잖은 사랑을 받을 정도로 인기가 있었지만 29화에서 아스란의 죽마고우인 키라에게 죽어버리는 인물이다.
니콜을 주제로 한 테마곡(피아노)은 특히 유명하다.
- 조종기체 : 블릿츠 건담(SEED)

#### 아이샤
アイシャ
Aisha
음성 - 비비안 수 (TV 버전), 히라노 후미 (스페셜 에디션)
인종: 코디네이터・여성 / 나이: 불명 / 탑승기: 라고 / 몰년월일: C.E.71년2월28일
『SEED』 제2기 오프닝(제14 - 26화), 19, 21화, 제3기 엔딩(제40 - 최종화), 「SEED DESTINY」 제3기 엔딩(제26 - 37화) 등에 등장한 앤드류 발트펠트의 연인으로, 「앤디」라는 애칭으로 부른다.

### 오브
우즈미 나라 아스하
카가리의 아버지로, 전 오브 연합의 수장이다.
지구군의 오브 침공 때 자폭 스위치를 통해
수뇌부들과 오브와 함께 폭사한다.

## SEED DESTINY

### 자프트
길버트 듀랜달(ギルバ-ト·ヂュランダル)
성우 : 이케다 슈이치(池田 秀一)
생년월일：C.E.41년 11월 19일 / 별자리：전갈자리 / 혈액형：AB형 / 연령：32세 / 신장：183cm / 체중：69kg
플랜트 평의회 의장. 실질적인 플랜트의 리더로, 내츄럴과 온건한 방향으로 협력하자는 정책을 펼쳐 많은 지지를 받고 있다. 미네르바의 함장인 탈리아 글라디스와는 과거에 연인관계였으나, 유전자 궁합이 맞지 않아 아이를 낳을 수 없었기에 결혼하지는 못하였다. 단, 연인관계는 유지중. 탈리아 함장의 부하인 레이 자 바렐에겐 아버지 같은 존재로 여겨진다. 참고로 전작인 SEED의 최종악역인 라우 르 클루제와 어느 정도의 관계가 있었다고 함.
유망한 파일럿인 신을 높게 평가하여 임펄스 건담을 맡겼으며, 플랜트 정세를 살필 목적으로 카가리의 보디가드로 위장방문한 아스란 자라를 설득하여 자프트에 복귀시키기도 하였다. (아스란 복귀는 자신의 계획을 위한 정치적 목적이 강함). 지구군의 MS탈환 사건 이후로 그들과의 전쟁을 밀어붙이고 시작하는데, 결국 전면전이 일어나자 각종 공작을 펼치며 지구군의 숨통을 조이기 시작한다. 특히 길버트 듀랜달의 전면전 공작의 초고봉은 반(反) 코디네이터 세력인 『블루 코스모스』와 『로고스』를 전쟁의 원인으로 지목하며 공공의 적으로 만든 것. 결국 미네르바팀을 이용하여 공공의 적인 로고스를 무너뜨리자, 자신의 최종목적인 『데스티니 플랜』의 도입을 선언 - 레퀴엠을 이용하여 자신의 계획에 의문을 제기하는 지구연합 등을 마구 공격하며 최종보스로서 전면에 나서게 된다. 그의 계획은 거의 성공하는듯 싶었으나, 라크스를 필두로 한 삼척동맥 & 소수의 자프트 군 배반자들에게 공격당해 모든 것을 잃고 사망한다.
미아 캠벨
성우 : 타나카 리에
플랜트 최고평의회 의장 '길버트 듀랜달'에 의해 라크스로써 살아가게 된다.
허나, 월면도시 코르페니쿠스에서 벌어진 코디네이터의 진짜 라크스 클라인의 암살작전에서 진짜 라크스 클라인을 감싸며 사망.

### 미네르바
탈리아 글라디스(タリア·グラヂィス)
성우 : 코야마 마미(小山 茉美)
데스티니 극중 주력함선인 미네르바의 함장.
플랜트 최고평의회 의장 '길버트 듀랜달'과는 과거 연인관계였으나. 아이를 갖고 싶다는 이유로 결별하였다.
메사이어 공방전때 '레이 자 바렐', '길버트 듀랜달'과 함께 전사한다.
- 조종함선 : 미네르바(SEED DESTINY)

아서 트라인
성우 : 타카하시 히로키(高橋広樹)
데스티니의 주력함선인 미네르바의 부함장.
- 조종함선 : 미네르바(SEED DESTINY)

레이 자 바렐(レイザバレル)
성우 : 세키 토시히코(關俊彦)
전 작의 라우 르 크루제의 클론. 네오 로아노크(무우 라 프라가), 키라 야마토의 존재를 인식하지만 자세한 이유는 모른다.
- 조종기체 : 블레이즈 자쿠 팬텀(SEED DESTINY) - 레전드 건담(SEED DESTINY)

루나마리아 호크(ルナマリアホク)
성우 : 사카모토 마아야(坂本真綾)
Z건담의 '화 유이리'와 비슷한 느낌인 시드 데스티니의 히로인. 초반부에는 아스란을 좋아했지만, 아스란이 탈주하면서 신에게로 가게 된다. 또한 신이 데스티니를 받자 신이 사용하던 임펄스를 인계받는다. 신과 함께 안전 보장 협력 체결 전 교류 목적으로 오브에 머무르는 중 신이 루나마리아를 키라에게 소개시켜줘 그의 직속으로 들어온 듯하다.
- 조종기체 : 거너 자쿠 워리어(SEED DESTINY) - 임펄스 건담(SEED DESTINY)

메이린 호크(メイリン ホック)
성우 : 오리카사 후미코(折笠 富美子)
루나마리아의 동생으로, 미네르바의 오퍼레이터로서 활약하는 모습이 꽤 많다. 또한 아스란이 도주를 할 때 그의 도주를 도와주었으며 메이린 역시 아스란을 따라서 도주한다. 후반부에는 라크스와 앤드류의 함선인 이터널의 오퍼레이터로서 활약하게 된다. 데스티니 본편 이후에는 아스란을 따라 오브 소속이 되었다.
- 조종함선 : 미네르바(SEED DESTINY) - 이터널(SEED DESTINY)

요우란 켄트
성우 : 스기타 토모카즈(杉田智和)
비노 듀플레
성우 : 오다 히사후미(小田久史)

### 지구연합군
로드 지브릴
네오 로아노크(Neo Lorrnoke)
성우 : 코야스 타케히토
SEED에서 스트라이크 건담이 폭파될 때 탈출해서 살아남은 무우 라 플라가. 기억을 잃은 채로 지구군에 구출되어 가면을 쓰고 네오 로아노크가 되었다.
- 조종기체 : 이그자스(SEED DESTINY) - 윈담(SEED DESTINY) - 아카츠키 건담(SEED DESTINY)

스텔라 루시에(ステラルシェ)
성우 : 쿠와시마 호우코
지구연합의 엑스텐디드. 키라의 프리덤에 의해 사망.
SEED의 프레이 알스터에 이은 비극의 히로인.
- 조종기체 : 가이아 건담(SEED DESTINY) - 디스트로이 건담(SEED DESTINY)

스팅 오클레이
성우 : 스와베 준이치(諏訪部 順一)
지구연합의 익스텐디드. 크레타 해안전에서 키라의 프리덤에 의해 기체가 격추되어 살아남고 헤븐즈 베이스에서 미네르바와의 전투에서 완전히 전사한다.
- 조종기체 : 카오스 건담(SEED DESTINY) - 디스트로이 건담(SEED DESTINY)

아울 니더
성우 : 모리타 마사카즈(森田成一)
지구연합의 익스텐디드. 크레타 해안전에서 신 아스카의 블래스트 임펄스에 의해 사망.
- 조종기체 : 어비스 건담(SEED DESTINY)

### 오브
유우나 로마 세이란
성우노지마 켄지(野島健児)

우나토 에마 세이란